# Симфонический оркестр Бильбао
Симфонический оркестр Бильба́о (баск. Bilbao Orkestra Sinfonikoa) — классический музыкальный коллектив, основная концертная площадка которого расположена в городе Бильбао (Страна басков, Испания).
Симфонический оркестр Бильбао основан в 1922 году. Первый концерт состоялся 8 марта того же года под управлением Армана Марсика.
В 20-е и первую  половину 30-х годов оркестр Бильбао выживал в основном благодаря частным спонсорам, хотя определенные субсидии выделялись ему из провинциального и городского бюджета, а также от Филармонического общества. Дефицит бюджета стал особенно угрожающим в последние годы перед гражданской войной, именно в период, когда его популярность достигла пика. В это время с оркестром, которым руководил молодой Хесус Арамбарри, выступали такие мастера, как Пятигорский, Рубинштейн, Айзенберг и Сабалета.
Поворот в судьбе оркестра произошел в августе 1938 года, когда его бывший музыкант стал мэром Бильбао. Вскоре после этого оркестр стал муниципальным. Арамбарри оставался его бессменным руководителем вплоть до 1953 года, когда получил приглашение в Мадрид. Новый экономический кризис был пережит оркестром в конце правления Франко и продолжался до 1982 года в условиях неопределенной городской культурной политики и конкуренции со стороны Бискайской консерватории. Новая экономическая стабильность была достигнута после того, как спонсором оркестра стал Банк Бильбао.
На протяжении истории с оркестром работали многие известные дирижёры и ведущие исполнители-инструменталисты. Коллектив выступал в Мадриде в рамках сезона «Великие оркестры мира», на Лиссабонской Всемирной выставке, Парижском фестивале и Сантандерском международном фестивале. Симфонический оркестр Бильбао сотрудничает со звукозаписывающей фирмой Naxos — крупнейшим лейблом классической музыки. Под лейблом Naxos выпущены записи Оффенбаха, Сарасате и баскских композиторов (Арамбарри, Гуриди, Усандисаги, Исаси и других).